# Stenodryas fuscomaculatus
Stenodryas fuscomaculatus là một loài bọ cánh cứng trong họ Cerambycidae.